# ويليام ريا
ويليام ريا (بالإنجليزية: William Rea؛ بالألمانية: William Rea) هو لاعب قفز طويل وطبيب أسنان وعازف بيانو نمساوي وأمريكي، ولد في 3 فبراير 1952 في سالفيلدن في النمسا.

## وصلات خارجية
- ويليام ريا على موقع أوليمبيديا (الإنجليزية)